# Palóc liget
A balassagyarmati Palóc liget a város legnagyobb parkja nem messze a központtól. A 3,9 hektáros parkot a Nógrád Megyei Tanács természetvédelmi területté nyilvánította.

## Története
1898-ban Erzsébet királyné emlékére létesítették az akkor még 7 hektáros parkot. A park kialakításának munkáit Kondor Vilmos erdőmérnök vezette. A ligetbe telepített fákat a Földművelésügyi Minisztérium ajándékozta, ugyanis abban az évben azoknak, akik Erzsébet királyné emlékére emlékfát, emlékligetet telepítettek, ingyen facsemetéket adott.
A Palóc ligetben 1914-ben megkezdődött a Palóc Múzeum építése, a megnyitásra csak 1931-ben került sor. A múzeum mögé 1934 és 1934 között alakították ki a skanzent. 1937-ben áthelyezték a ligetbe az eredetileg a Vármegyeháza melletti I. világháborús emlékművet. 1986-ban megnyitották a Szabadtéri Színpadot.
2009-ben májusában a börtönnel együttműködve fogvatartottak felújították a Palóc liget útjait, még ez év szeptemberében átadták a félkörben elhelyezett keresztutat.

## Élővilága
Több száz éves fái között találunk hársakat és juharokat. Különlegességnek számítanak az amerikai mocsártölgyek, melyek Nógrád vármegyében csak itt fordulnak elő.

## Látnivalók
- Palóc Múzeum (Palóc liget 1.) Az 1931-ben átadott múzeum bemutatja a palócok életét és az egykor a vármegyében dolgozó Madách Imre és Mikszáth Kálmán relikviáit.
- Palóc Ház Az épületeket 1932 és 1934 között hozták a városba Karancskesziből. A skanzenben a ház mellett tökmagprés, istálló, pajta és kemence látható.
- Palóc Színpad (Palóc liget 2.) 1955-ben átadott, 1986-ban Makovecz Imre tervei által felújított szabadtéri színpad, a Palóc búcsú egyik fő helyszíne. Állapotának romlása, életveszélyessé válása miatt 2007-ben bezárták, 2015-re felújították, és felvette a Palóc Színpad nevet.[3]
- I. világháborús emlékmű Keviczky Hugó szobrát 1929-ben adták át a Vármegyeháza melletti téren. 1937-ben át kellett helyezni a Palóc ligetbe, mert az eredeti helyen Madách Imre szobrát avatták fel.
- Rózsavölgyi Márk szobra
- Petőfi Sándor szobra Borbás Tibor alkotását 1977-ben adták át a ligetben. 1990 óta itt tartják a március 15-i ünnepséget.
- Komjáthy Jenő szobra
- '56-os emlékmű
- Ipoly-menti Országzászló Eredetileg 1933-ban adták át a trianoni békeszerződés által elszakított területek emlékére. A zászlót a '40-es évek vége felé lebontották, helyére szökőkutat építettek. Az újraállításra 2005-ben került sor.
- Keresztút A keresztutat a Szentháromság plébániatemplom felszentelésének 250. évfordulóján adták át a ligetben.

## Képek

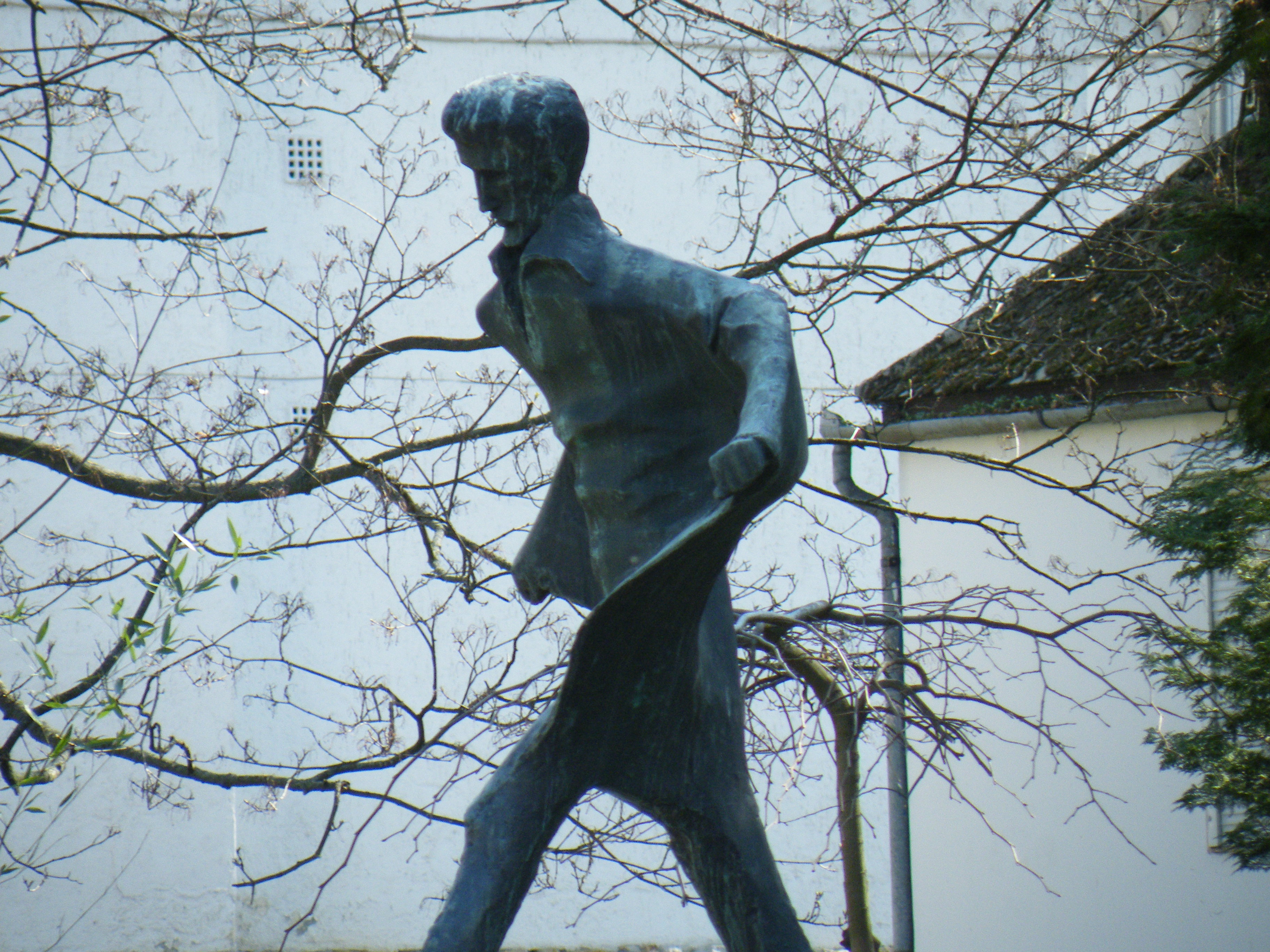
Petőfi Sándor szobra
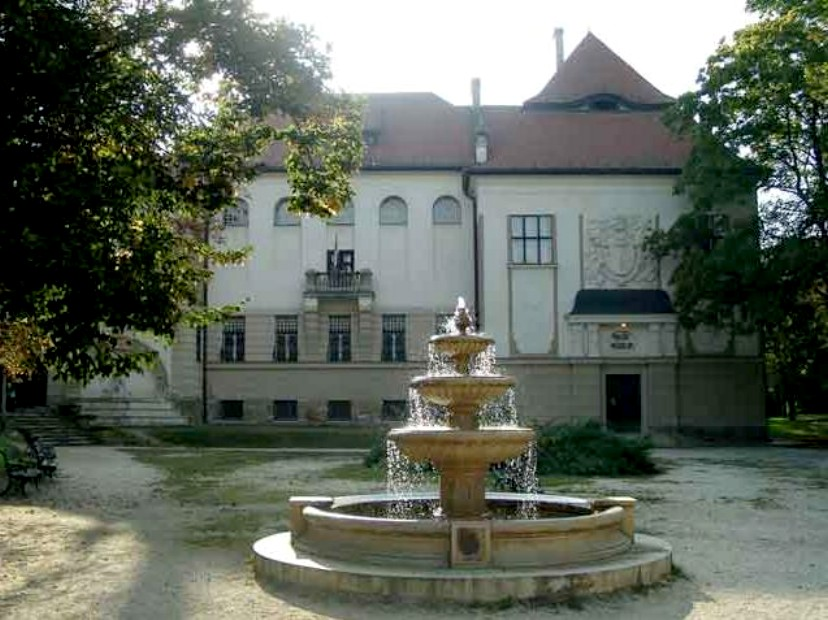
A szökőkút és a Palóc Múzeum